# Откомбське абатство

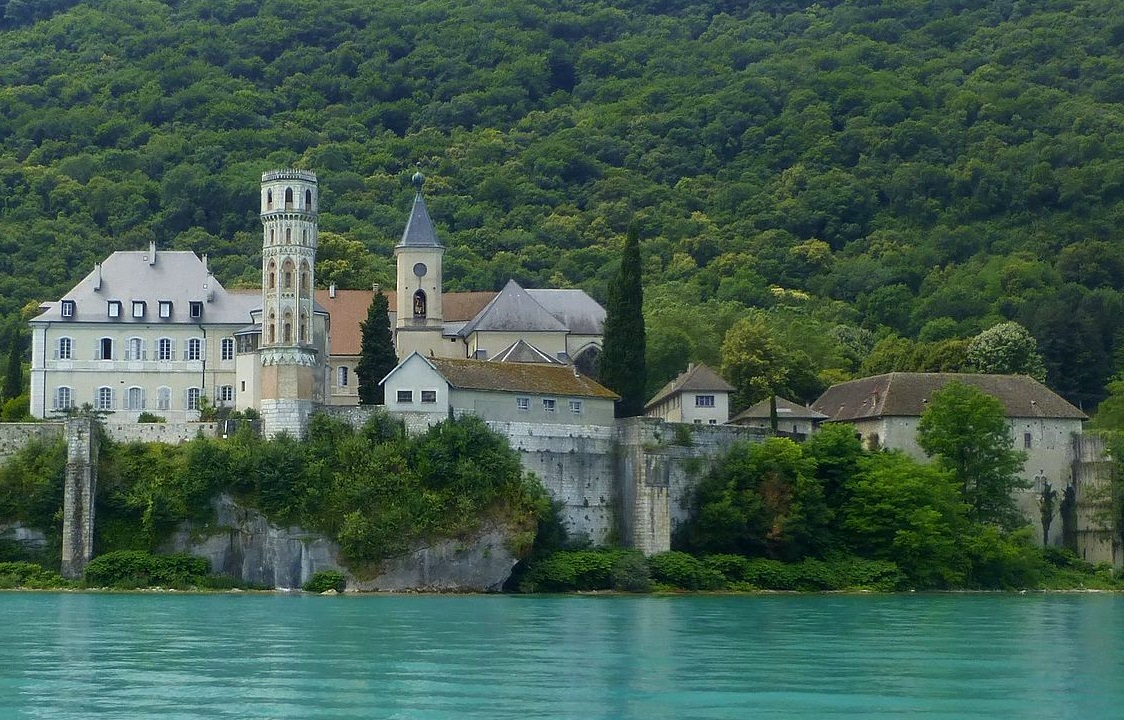
Вид на абатство з боку озера

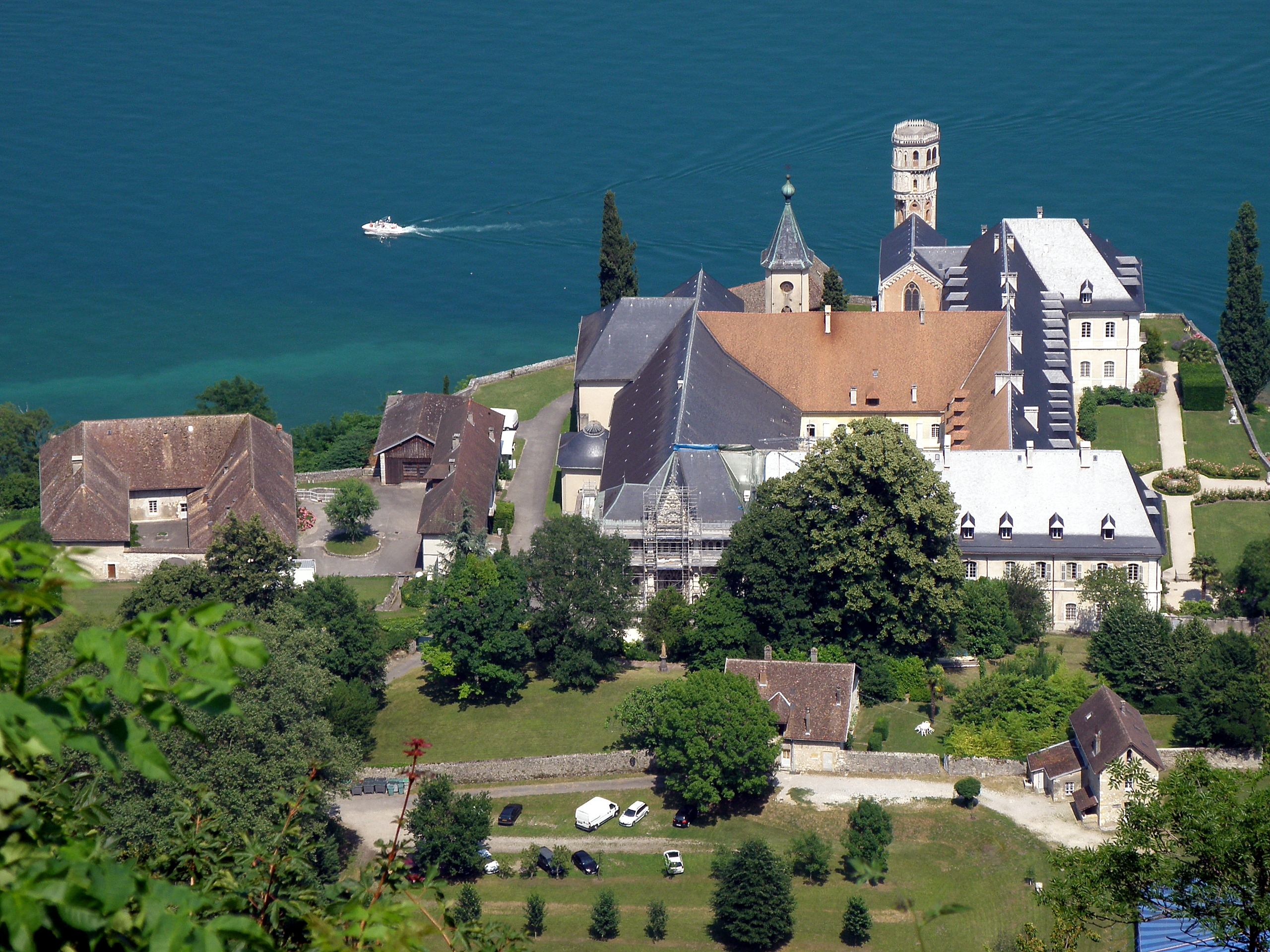
Вигляд з протилежного боку

45°45′10″ пн. ш. 5°50′17″ сх. д. / 45.752778° пн. ш. 5.838056° сх. д.
Откомбське абатство (фр. Abbaye d'Hautecombe, італ. Abbazia di Altacomba, лат. Altæcombæum) — колишній цистерціанський монастир у Савої, на західному березі Лак-дю-Бурже, найбільшого озера Франції. Протягом століть служив усипальницею савойських монархів і членів їхніх сімей, проте в роки Французької революції зазнав наруги та розграбування. Відновлення абатства в XIX столітті стало першим великим проєктом італійської неоготики.

## Історія
Абатство Альтакумба (італ. Altacumba, перекладається як «високогірна долина») заснували в 1101 р. вихідці з абатства Оль, що біля берегів Женевського озера в нинішній Швейцарії. У 1125 р. монастир було переведено на землі, даровані йому графом Амадеєм III Савойським. У 1135 р. ченці заснували дочірній монастир у Лаціо — абатство Фоссанова за 100 км від Риму; там помер Фома Аквінський.
У середньовіччі абатство процвітало завдяки заступництву Савойського дому. Більшість будівель витримано у готичному стилі. У другій половині XVIII століття було проведено реконструкцію монастирських будов. З початком Революційних воєн абатство було (1792 р.) секуляризовано французькою владою і продано приватним особам, які налагодили тут виробництво фаянсу.
У 1824 році сардинський монарх Карл Фелікс наказав викупити абатство і відновити його в середньовічному дусі. Для поховання Карла Фелікса та його дружини було влаштовано особливу каплицю, щедро прикрашену скульптурою та живописом. Братія відновленого абатства була запрошена із Сенанку. У 1860 році територія Савої, включаючи абатство, вибула зі складу земель Савойського дому та перейшла під юрисдикцію Франції.
Бенедиктинці, що населяли приозерний монастир з 1922 року, в 1992 році переїхали в гори через наплив туристів. Їхнє місце посіли представники однієї з екуменічних течій у католицтві («товариство Нового шляху»). У 1983 році в абатстві відбувся похорон останнього італійського короля Умберто II.

## Галерея

Надгробки членів Савойського дому
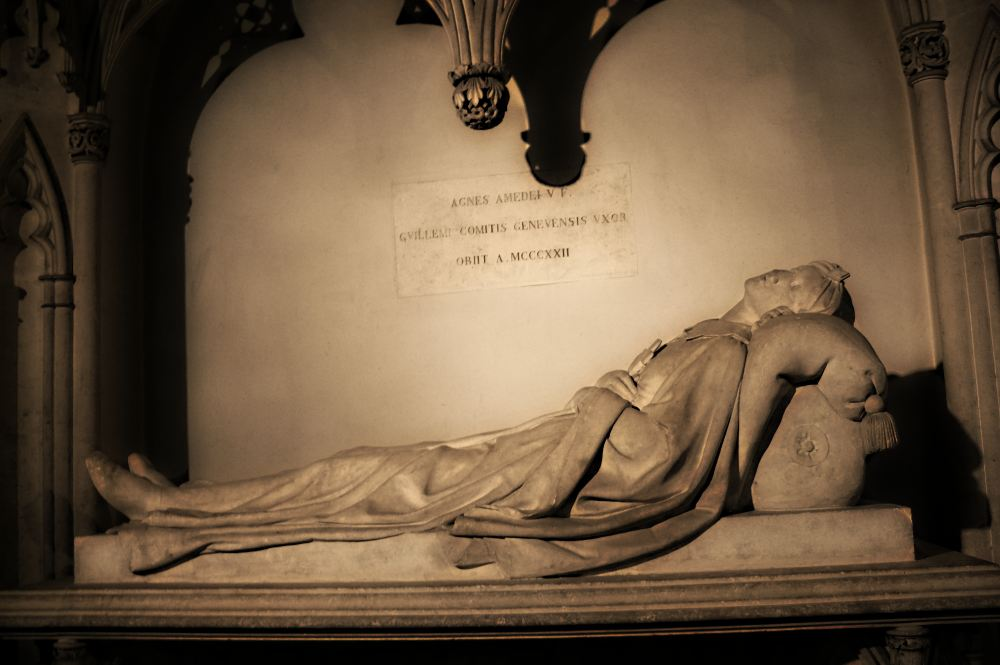
Агнеса Савойська
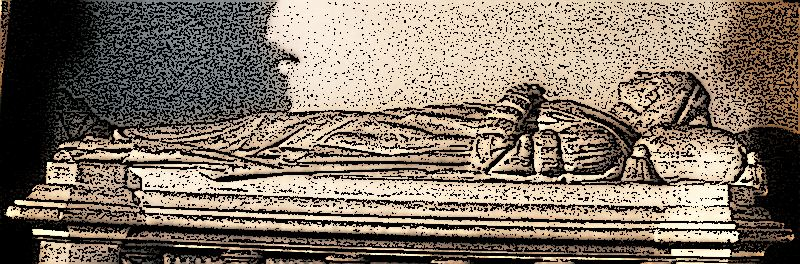
Беатрис Савойська
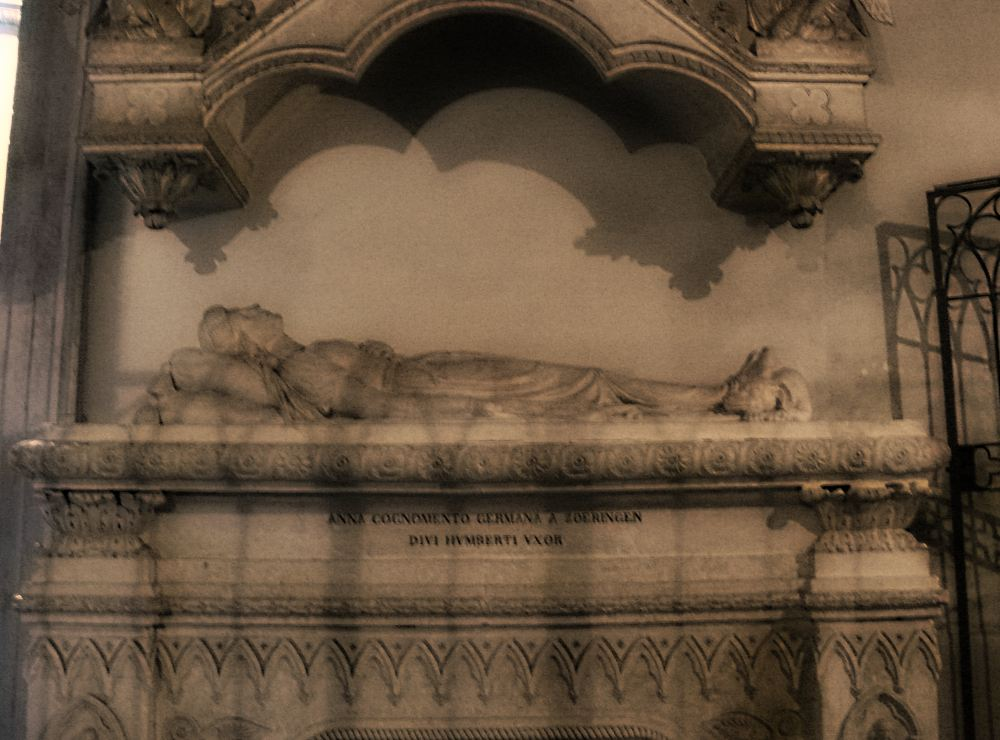
Клеменція, дружина Генріха Лева
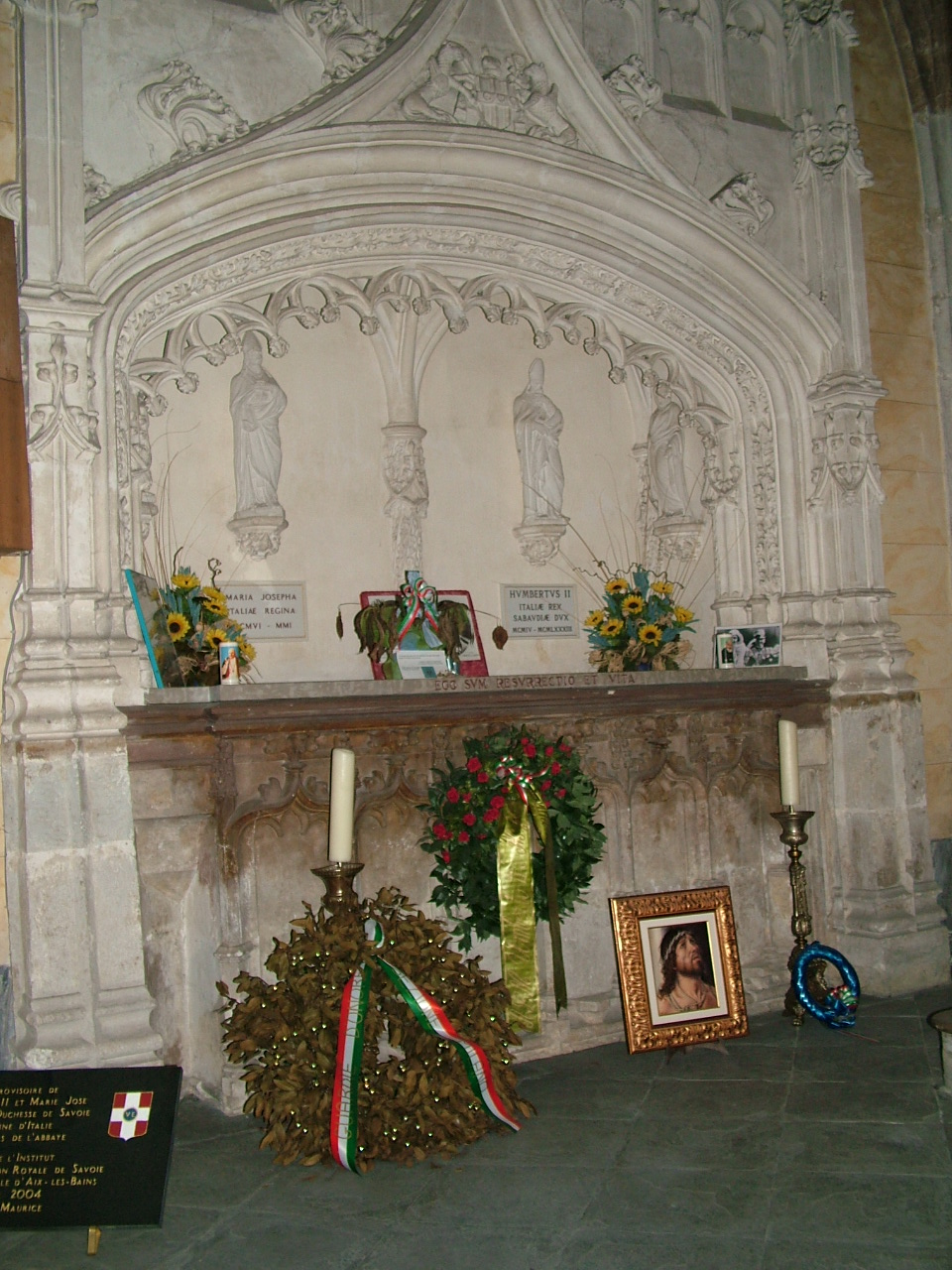
Умберто II, останній король Італії